# Murray Craven
Pour les articles homonymes, voir Craven.
Murray Craven (né le 20 juillet 1964 à Medicine Hat, dans la province de l'Alberta au Canada) est un joueur professionnel retraité de hockey sur glace de la Ligue nationale de hockey.

## Carrière
Choisi au repêchage d'entrée dans la LNH 1982 en 17e position par les Red Wings de Détroit, il commença sa carrière en Ligue nationale de hockey lors de la saison 1982 avec la franchise du Michigan. Il ne jouera à Detroit que deux saisons avant d'être échangé aux Flyers de Philadelphie en 1984.
À Philadelphie il va atteindre à deux reprises la finale de la Coupe Stanley et à deux reprises Philadelphie va devoir s'incliner devant la grande équipe des Oilers d'Edmonton.
Après seulement douze matches lors de la saison 1992-1993 il est échangé aux Whalers de Hartford en retour de Kevin Dineen.
La saison suivante il rejoint en cours d'année les Canucks de Vancouver. Cette même année il réussit son meilleur total de points avec 77.
Après trois saisons avec les Blackhawks de Chicago puis trois nouvelles saisons avec les Sharks de San José, il mettra un terme à sa carrière durant laquelle il totalisera 759 points (266 buts et 493 passes) en 1 071 matchs de LNH.

## Statistiques
Pour les significations des abréviations, voir Statistiques du hockey sur glace.
| Saison     | Équipe                 | Ligue      |       | Saison régulière | Saison régulière | Saison régulière | Saison régulière | Saison régulière |    | Séries éliminatoires | Séries éliminatoires | Séries éliminatoires | Séries éliminatoires | Séries éliminatoires |
| Saison     | Équipe                 | Ligue      | PJ    | B                | A                | Pts              | Pun              | PJ               | B  | A                    | Pts                  | Pun                  |                      |                      |
| 1980-1981  | Tigers de Medicine Hat | LHOu       | 69    | 5                | 10               | 15               | 18               | 5                | 0  | 0                    | 0                    | 2                    |                      |                      |
| 1981-1982  | Tigers de Medicine Hat | LHOu       | 72    | 35               | 46               | 81               | 49               |                  |    |                      |                      |                      |                      |                      |
| 1982-1983  | Red Wings de Détroit   | LNH        | 31    | 4                | 7                | 11               | 6                |                  |    |                      |                      |                      |                      |                      |
| 1982-1983  | Tigers de Medicine Hat | LHOu       | 28    | 17               | 29               | 46               | 35               |                  |    |                      |                      |                      |                      |                      |
| 1983-1984  | Tigers de Medicine Hat | LHOu       | 48    | 38               | 56               | 94               | 53               | 4                | 5  | 3                    | 8                    | 4                    |                      |                      |
| 1983-1984  | Red Wings de Détroit   | LNH        | 15    | 0                | 4                | 4                | 6                |                  |    |                      |                      |                      |                      |                      |
| 1984-1985  | Flyers de Philadelphie | LNH        | 80    | 26               | 35               | 61               | 30               | 19               | 4  | 6                    | 10                   | 11                   |                      |                      |
| 1985-1986  | Flyers de Philadelphie | LNH        | 78    | 21               | 33               | 54               | 34               | 5                | 0  | 3                    | 3                    | 4                    |                      |                      |
| 1986-1987  | Flyers de Philadelphie | LNH        | 77    | 19               | 30               | 49               | 38               | 12               | 3  | 1                    | 4                    | 9                    |                      |                      |
| 1987-1988  | Flyers de Philadelphie | LNH        | 72    | 30               | 46               | 76               | 58               | 7                | 2  | 5                    | 7                    | 4                    |                      |                      |
| 1988-1989  | Flyers de Philadelphie | LNH        | 51    | 9                | 28               | 37               | 52               | 1                | 0  | 0                    | 0                    | 2                    |                      |                      |
| 1989-1990  | Flyers de Philadelphie | LNH        | 76    | 25               | 50               | 75               | 42               |                  |    |                      |                      |                      |                      |                      |
| 1990-1991  | Flyers de Philadelphie | LNH        | 77    | 19               | 47               | 66               | 53               |                  |    |                      |                      |                      |                      |                      |
| 1991-1992  | Flyers de Philadelphie | LNH        | 12    | 3                | 3                | 6                | 8                |                  |    |                      |                      |                      |                      |                      |
| 1991-1992  | Whalers de Hartford    | LNH        | 61    | 24               | 30               | 54               | 38               | 7                | 3  | 3                    | 6                    | 6                    |                      |                      |
| 1992-1993  | Whalers de Hartford    | LNH        | 67    | 25               | 42               | 67               | 20               |                  |    |                      |                      |                      |                      |                      |
| 1992-1993  | Canucks de Vancouver   | LNH        | 10    | 0                | 10               | 10               | 12               | 12               | 4  | 6                    | 10                   | 4                    |                      |                      |
| 1993-1994  | Canucks de Vancouver   | LNH        | 78    | 15               | 40               | 55               | 30               | 22               | 4  | 9                    | 13                   | 18                   |                      |                      |
| 1994-1995  | Blackhawks de Chicago  | LNH        | 16    | 4                | 3                | 7                | 2                | 16               | 5  | 5                    | 10                   | 4                    |                      |                      |
| 1995-1996  | Blackhawks de Chicago  | LNH        | 66    | 18               | 29               | 47               | 36               | 9                | 1  | 4                    | 5                    | 2                    |                      |                      |
| 1996-1997  | Blackhawks de Chicago  | LNH        | 75    | 8                | 27               | 35               | 12               | 2                | 0  | 0                    | 0                    | 2                    |                      |                      |
| 1997-1998  | Sharks de San José     | LNH        | 67    | 12               | 17               | 29               | 25               | 6                | 1  | 1                    | 2                    | 0                    |                      |                      |
| 1998-1999  | Sharks de San José     | LNH        | 43    | 4                | 10               | 14               | 18               |                  |    |                      |                      |                      |                      |                      |
| 1999-2000  | Sharks de San José     | LNH        | 19    | 0                | 2                | 2                | 4                |                  |    |                      |                      |                      |                      |                      |
| Totaux LNH | Totaux LNH             | Totaux LNH | 1 071 | 266              | 493              | 759              | 524              | 118              | 27 | 43                   | 70                   | 66                   |                      |                      |